# Пайл, Артимус
Томас Делмер «Артимус» Пайл (англ. Thomas Delmer "Artimus" Pyle; род. 15 июля 1948, Луисвилл) — американский музыкант, игравший на барабанах в южной рок-группе Lynyrd Skynyrd с 1974 по 1977 и с 1987 по 1991 год. Он и его товарищи по группе были введены в Зал славы рок-н-ролла в 2006 году.

## Биография
Пайл родился в Луисвилле, штат Кентукки, в семье домохозяйки Милдред «Мидж» Пайл (урождённая Уильямс; 1925—2008) и Кларенса «Дель» Пайл (1921—1971), прораба строительства, который был награждён Пурпурным сердцем после выстрела в ногу во время службы в морской пехоте США в южной части Тихого океана во время Второй мировой войны.
Он поступил на службу в Корпус морской пехоты США в 1968 году. Он был назван отличником взвода и серии и повышен до рядового первого класса после завершения учебного лагеря в Сан-Диего. Присматриваясь к карьере в гражданской авиации, Пайл работал механиком по авионике на различных военных базах, в том числе в Миллингтоне, Теннесси, и Бьюфорте, Южная Каролина, в конечном итоге дослужившись до звания сержанта. В 1971 году он был демобилизован с честью.

## Lynyrd Skynyrd
После игры с Thickwood Lick в Спартанбурге, Южная Каролина, Пайл присоединился к Lynyrd Skynyrd в 1974 году. Сначала он играл вместе с оригинальным барабанщиком Бобом Бернсом, а затем заменил его. Он дебютировал в записи в августе того же года на «Saturday Night Special», который стал первым синглом из третьего альбома группы Nuthin' Fancy. Помимо Nuthin' Fancy, Пайл также играл в альбомах Gimme Back My Bullets, One More from the Road, Street Survivors, Legend, Southern by the Grace of God и Lynyrd Skynyrd 1991.
Он пережил авиакатастрофу 1977 года, в которой погибли Ван Зант, гитарист Стив Гейнс, бэк-вокалистка Кэсси Гейнс, помощник дорожного менеджера Дин Килпатрик и два пилота. У Пайла был разрыв грудного хряща, но ему удалось пройти несколько сотен ярдов через ручей и поле к фермерскому дому, чтобы вызвать помощь. Появление Пайла встревожило 21-летнего фермера Джонни Моута, который принял его за сбежавшего каторжника и произвёл предупредительный выстрел над головой Пайла. Позже Пайл шутил, что его ударили в плечо, но другие его рассказы отличаются. Мот также опровергает утверждение о том, что в Пайла стреляли, когда давал интервью на месте крушения для документального фильма VH1 2002 года «Негражданская война» Lynyrd Skynyrd. Моут осознал ситуацию, когда Пайл крикнул, что произошла авиакатастрофа, помог Пайлу войти в его дом и был частью первой спасательной группы. Примерно в то же время к месту происшествия прибыли местные спасатели, которые только что завершили учения по гражданской обороне, и Пайл направил их к месту крушения, где находились погибшие и раненые.

## После крушения
13 января 1979 года выжившие участники Lynyrd Skynyrd воссоединились для участия в пятом ежегодном концерте Volunteer Jam Чарли Дэниелса в Нэшвилле. Они сыграли инструментальную версию «Free Bird». Басист Леон Уилкесон наблюдал за происходящим из-за кулис, потому что все ещё не мог играть.
После крушения Пайл провёл три года, живя в Иерусалиме, учась в ешиве диаспоры. Ешива была известна тем, что привлекала духовных искателей из движений хиппи и контркультуры, независимо от того, были они евреями или нет. Многие из студентов были профессиональными или полупрофессиональными музыкантами. Пайл играл с домашней группой Diaspora Yeshiva Band во время неформальных встреч и вместе с однокурсником Раввином Карми Ингбером сформировал группу под названием Remez. Уезжая, он пожертвовал свою ударную установку ешиве. Пайл отразил эти годы в песне «Я живу в Иерусалиме» из сольного альбома 2007 года. В интервью Шоу Лукаса Х. Гордона, размещённом в Интернете в 2013 году, Пайла спросили, почему он уехал в Израиль на три года, на что он ответил: «Я пытался стать человеком».
Пайл и несколько других товарищей по группе также работали с недолговечным трио под названием Alias над их альбомом Contraband. В состав группы входили Дорман Когберн, друг детства гитариста Lynyrd Skynyrd Гэри Россингтона; вокалист Джимми Догерти, который впоследствии спел в сольном альбоме Allen Collins Band, и бывший бэк-вокалист Skynyrd ДжоДжо Биллингсли. Это сотрудничество положило начало созданию группы Rossington Collins Band, в которую вошли все выжившие, а также Дейл Кранц на вокале и Барри Ли Харвуд на гитаре. Пайл был вынужден бросить учёбу после того, как сломал ногу в 21 месте после столкновения с пьяным водителем. Пайла заменил Дерек Хесс. В 1982 году Пайл начал записываться и гастролировать с Artimus Pyle Band (APB), включая Дэррила Отиса Смита, Джона Берстлера, Стива Брюингтона и Стива Локхарта. Альбомы APB включают A.P.B. (1981), Nightcaller (1983) и Live from Planet Earth (2000).
Пайл принял участие в турне Skynyrd Tribute и присоединился к реформированной Lynyrd Skynyrd для записи Lynyrd Skynyrd 1991, прежде чем покинуть группу во время выступления в Торонто 2 августа 1991 года. В радиоинтервью с Риком Льюисом и Майклом Флорваксом на телеканале FOX в Денвере, штат Колорадо, по случаю 20-й годовщины катастрофы, Пайл сказал: «Я покинул группу в 1991 году в основном из-за проблем с наркотиками и алкоголем, и я чувствовал, что мы должны были оставить все это позади много лет назад». И Пайл, и его предшественник Боб Бернс выступали с текущей версией Lynyrd Skynyrd после того, как группа была включена в Зал славы рок-н-ролла в 2006 году.
Пайл отказался присоединиться к прощальному туру Lynyrd Skynyrd 2018 года, но по-прежнему работает музыкантом и продолжает гастролировать с The Artimus Pyle Band. Он также написал сценарий для фильма «Выжившие на улице: Правдивая история авиакатастрофы Lynyrd Skynyrd», премьера которого состоялась в 2020 году, после судебного спора, который включал судебный запрет 2017 года с попыткой остановить производство .

## Влечение к музыке

### Барабаны
Пайл научился своему ремеслу, слушая радио и копируя таких барабанщиков, как Ринго Старр, Бадди Рич, Джин Крупа и Джо Морелло из квартета Дэйва Брубека. Он получил свой первый набор барабанов, когда ему было примерно 12 лет, красную блестящую установку Slingerland, состоящую из одного большого барабана, одного стоечного тома, одного напольного тома и малого барабана. Он описал свой стиль как «технический».
Во время своего пребывания в Lynyrd Skynyrd он сначала играл на хромированной установке Jazz Rock Slingerland, которую он купил на свой демобилизационный чек морской пехоты. В нём было два рэковых тома (14 и 15 дюймов); два напольных тома (16 и 18 дюймов); два басовых барабана (24 дюйма); и малый барабан Rogers Dynasonic (14 x 6,5 дюймов). Позже компания Slingerland Drum Company построила для него набор барабанов из светлого клёна с красными ободками из красного дерева. Этот комплект состоял из четырёх томов вверху, двух томов на полу и двойного бас-барабана. Он не указал резонансные головки внизу для лучшего размещения микрофона, хотя это усложняло настройку барабанов. Его колокольчик был настоящим колокольчиком.

### Последняя активность
Пайл играет в нескольких группах в Эшвилле, Северная Каролина. Он также гастролирует по США с новым воплощением группы Artimus Pyle Band, которая играет мелодии Lynyrd Skynyrd нота за нотой, верные записанным версиям. Бывший участник Lynyrd Skynyrd Эд Кинг проинструктировал товарищей Пайла по оригинальным аккордам и строям.
В 2004 году Пайл записал четыре студийных трека для альбома группы Southern Rock группы Rambler First Things First с вокалисткой Пэт Террановой, гитаристом Митчем Фарбером, басистом Вилли Люссье и акустическим гитаристом и вокалистом Рикки Кучча. В 2007 году он гастролировал с группой Deep South, в состав которой также входили вокалист Wet Willie Джимми Холл и бывшие участники Atlanta Rhythm Section Роберт Никс и Дин Дотри.
В 2007 году Пайл выпустил альбом Artimus Venomus на Storm Dog Records Group/Cleopatra Records. Несколько мелодий отсылали к его личным невзгодам, в том числе «Адвокаты-кровососущие ласки» и «Мёртвые рок-звезды, вдовы, жиголо, карманные деньги». Среди гостей были Эд Кинг и бывшие бэк-вокалисты Lynyrd Skynyrd Джо Джо Биллингсли и Лесли Хокинс. В 2014 году Пайл был приглашённым исполнителем в альбоме Эли Кука Primitive Son.
В июне 2017 года на Пайла подали в суд вдова Ронни Ван Зант, Джуди Ван Зант, Гэри Россингтон, нынешний вокалист Lynyrd Skynyrd Джонни Ван Зант, а также представители и наследники Аллена Коллинза и Стива Гейнса. Они заявили, что его участие в малобюджетном художественном фильме об авиакатастрофе группы нарушает соглашение о согласии, на которое группа согласилась в 1988 году. В октябре 2017 года Пайл собирался опубликовать свои мемуары Street Survivor: Keeping the Beat в Lynyrd Skynyrd. написано в соавторстве с журналистом Дином Гудманом через Backbeat Books/Hal Leonard. Однако судебный процесс не позволил публиковать книгу на неопределённый срок.

## Личная жизнь
Пайл живёт в Эшвилле, Северная Каролина. У него трое сыновей, две дочери, двое внуков, дважды был женат. Его интересы включают автомобили, мотоциклы, лошади и просмотр повторов Шоу Энди Гриффита и Гомера Пайла. Он также вегетарианец. В 1993 году Пайлу было предъявлено обвинение в покушении на насильственные действия сексуального характера и непристойном нападении на двух девочек. Он отверг обвинения, заявив, что девочки подверглись насилию со стороны людей, связанных с нянями в парке передвижных домов в Джексонвилле, которые затаили на него злобу. Более того, он утверждал, что обвинения были попыткой вымогательства денег у организации Lynyrd Skynyrd. За несколько недель до того, как суд должен был начаться в январе 1994 года, Пайл отказался от участия в состязании, а не рискнул быть приговоренным к пожизненному заключению, если его вина будет признана судом присяжных. Его приговорили к испытательному сроку и обязали зарегистрироваться в качестве сексуального преступника. В 2007 году Пайлу было предъявлено обвинение в отказе зарегистрироваться в качестве сексуального преступника в округе Сент-Джонс, Флорида. Он отклонил предложение о признании вины и был оправдан судом присяжных в 2009 году.

## В культуре
Группа сладж-метала Artimus Pyledriver получила свое название от Пайла. Участники групп не связаны родственными узами.